# 예치쑨

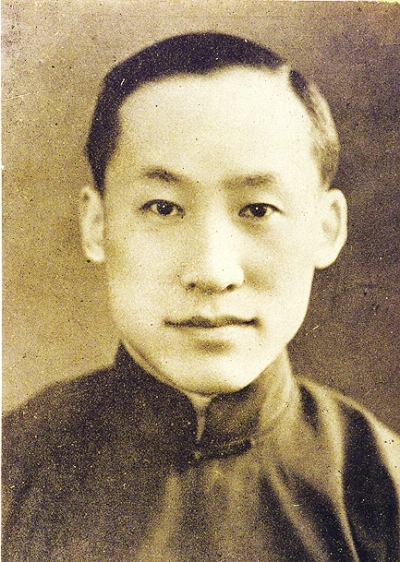

예치쑨(엽기손, 중국어 간체자: 叶企孙, 정체자: 葉企遜, 1898년 7월 16일 ~ 1977년 1월 13일)은 중국의 이론물리학자, 교육인이다.

## 약력
예치쑨은 상하이에서 태어났다. 1918년 베이징의 칭화 대학을 나온 뒤 미국에 유학하여 시카고 대학에서 물리학을 수학하고 1920년 석사 학위를 취득하였다. 1923년 하버드 대학교에서 윌리엄 듀안(William Duane)의 지도를 받아 물리학 박사 학위를 취득하였다. 1924년 중국에 돌아가 둥난(東南)대학 물리학과 교수를 거쳐 1925년 칭화 대학 물리학과 교수가 되었으며 동 대학 물리학과 주임, 1929년 칭화 대학 이학원(이과대학) 창설에 참여하고 초대 원장을 역임하였다. 창사와 쿤밍에서 임시연합대학, 서남연합대학 물리학과 지도 교수로 재직하였으며 1945년 서남연합대학 이학원 원장을 역임하였다. 1946년 칭화 대학 물리학과 교수로 복귀하였고 1949년 5월부터 중화인민공화국 성립 이후로 칭화 대학 교장 대행, 중국 자연과학학회(現 중국과학기술협회) 상임위원 겸 집행위 주임, 물리학과 교수 등을 역임하였다. 한국 전쟁 말기에 있었던 1952년 10월 베이징 대학으로 전출되어 이학원 물리학과 교수 등을 지냈다. 문혁 기간에는 북대홍위병(北大紅衛兵)들로부터 '반혁명분자', '반공분자' 등으로 불리면서 박해를 받았다. 1977년 1월 베이징에서 사망하였다.